# Texas School Book Depository

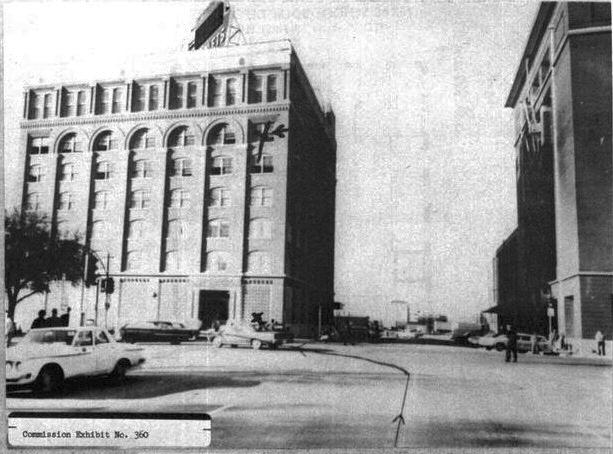
Texas School Book Depository el 1963, vista des de Houston Street

El Texas School Book Depository (nom sovint abreujat en TSBD), i que es pot traduir al català per Dipòsit de llibres escolars de Texas, és l'antic nom d'un edifici de set pisos situat a Dealey Plaza dins la vila de Dallas. La seva adreça exacta és el 411 d'Elm Street, a la cantonada d'Elm Street i de Houston Street.
L'edifici, construït el 1901, era utilitzat el 1963 com a dipòsit de llibres escolars per una societat privada amb el mateix nom.
El 22 de novembre de 1963, el president, John Fitzgerald Kennedy, fou assassinat quan el seu cotxe acabava de passar per davant de l'edifici. Un fusell Carcano i unes beines foren trobades al sisè pis de l'immoble i, després de les investigacions oficials, s'esbrinà que les bales que havien mort el president foren disparades per Lee Harvey Oswald, un antic Marine que havia estat contractat el 15 d'octubre pel TSBD per fer front a un increment de feina.
El cinquè i sisè pisos de l'immoble són actualment ocupats per un museu consagrat a aquest esdeveniment, el Sixth Floor Museum (segons el costum dels Estats Units, la planta baixa és designat com el primer pis, i el cinquè pis és, doncs, als Estats Units, el sisè pis o sixth floor).